# Sestarete Piemonte
Sestarete è un'emittente televisiva privata piemontese con sede a Beinasco (provincia di Torino). Trasmette in tutta la regione e si riceve anche in Liguria.

## Storia
L'emittente ha iniziato le trasmissioni nella seconda metà degli anni ottanta usando le frequenze divenute disponibili dopo la chiusura di TeleVenaria (UHF 36 e 26) di cui ha ereditato anche la ragione sociale. La copertura inizialmente si limitava al solo ambito di Torino e relativa provincia. Nel 1994 il Ministero delle Telecomunicazioni rilascia la concessione ufficiale alle trasmissioni. Uno dei primi programmi proposti dall'emittente, Zona Franca (1995), era condotto da Gianfranco Funari.
Col passaggio dall'analogico al digitale Sestarete viene diffusa nelle province di Torino, Cuneo e Asti tramite un multiplex di proprietà, venendo sintonizzata sulla LCN 85, successivamente il segnale copre parzialmente anche le province di Alessandria, Vercelli e Biella. L'emittente acquista un multiplex anche in Liguria, arrivando a raggiungere tutte e quattro le province (sulla LCN 192); mentre in Lombardia viene ospitata nel multiplex di Rete 55, coprendo l'area centro-occidentale della regione (la si sintonizzava sulla LCN 217, mentre dal 2020 si è spostata al numero 295).
Sono questi gli anni del cambio di proprietà, logo e palinsesto. Dall'inizio del 2017 è gestita dalla società torinese Beacom s.r.l. con la numerazione LCN 19 per il Piemonte e contestualmente adotta una nuova grafica e un nuovo logo di rete: sullo schermo compare la scritta "SESTA RETE" (anziché "6 rete" come in passato), posta in basso a destra, ed è stata aggiunta la scritta "IL 19", posizionata in alto a destra.
Il palinsesto è caratterizzato da un telegiornale regionale, Reporter TG, rubriche di servizio, culinarie, dedicate alle iniziative del territorio e all'approfondimento degli avvenimenti locali del giorno, come N' cicinin de Piemont, DestinaTO, Appuntamenti Piemonte, Mosaico, Tg Events, Borgo Italia, Agrisapori, Dietro le quinte, Instant future e Bekér on tour - In cucina con Nonis, e viene riservato ampio spazio alle tematiche ambientaliste e animaliste, infatti la rete ripete i programmi principali del canale Amici Animali Tv, come Curiamo i nostri amici animali, Cucciolandia, Sano e Vegano e L'angolo di Tea.
Dal mese di luglio del 2019 Sestarete ripete il canale musicale Otto FM TV per un'ora in prima serata e un'ora in tarda mattinata.
Da gennaio 2020 diffonde i programmi del circuito Supersix per alcune ore al giorno (nello specifico al mattino e all'ora di cena) ossia serie anime giapponesi, cartoni animati, telefilm e telenovelas.
A causa della riduzione delle frequenze dovuta alla liberazione della banda 700 MHz, nel mese di marzo 2022 Sestarete non viene più sintonizzata in Lombardia, in compenso riesce ad aumentare la copertura in Piemonte, dove ora raggiunge tutta la regione con LCN 16.

## Canali televisivi (Open Area)
| LCN | Canale             | Note       |
| --- | ------------------ | ---------- |
| 77  | 6SRNEWS            | FTA        |
| 79  | 6SR STILE          | FTA        |
| 85  | LOMBARDIA TV       | FTA (HDTV) |
| 86  | 6SR MOTORI         | FTA        |
| 88  | STUDIOPIU' ON AIR  | FTA (HDTV) |
| 89  | 6SR055TV           | FTA        |
| 90  | TELECONTATTO       | FTA        |
| 91  | VALPADANA TV       | FTA (HDTV) |
| 92  | TELECONTATTO 2     | FTA        |
| 93  | ANTICOLANA CHANNEL | FTA        |
| 94  | 6SR MUSICA         | FTA        |
| 95  | YES TV             | FTA        |
| 97  | TELEANTENNA        | FTA (HDTV) |
| 99  | TELESTELLA         | FTA (HDTV) |
| 112 | STUDIOPIU'         | FTA (HDTV) |
| 114 | TELERADIOPACE 4    | FTA (HDTV) |
| 115 | 115 NEWS           | FTA        |
| 116 | SOCIAL CHANNEL     | FTA        |
| 351 | 70-80.TV           | FTA        |